# Уэлч, Уильям Генри
Уи́льям Ге́нри Уэ́лч (англ. William H. Welch, 8 апреля 1850 года — 30 апреля 1934) — американский врач-патологоанатом, бактериолог и организатор здравоохранения. Он был одним из четырёх профессоров-основателей больницы Джонса Хопкинса.
Член Национальной академии наук США (1895), президент Академии с 1913 по 1917 год.

## Биография
Уильям Генри Уэлч родился 8 апреля 1850 года в семье Уильяма Уикхема и Эмелин Коллин Уэлч в Норфолке, штат Коннектикут.
Окончив академию Норфолка и колледж Уинчестера,  в 1866 году поступил в Йельский университет, где изучал греческий язык и классическую литературу. После окончания университета Уэлч недолго преподавал в школе в Норвиче, Нью-Йорк, затем поступил в Колумбийский медицинский университет. В 1875 году стал врачом. Отработал в нескольких лабораториях в Германии, в 1877 году вернулся в Америку и открыл лабораторию при медицинском колледже Бельвью.
В 1884 году Уильям Генри Уэлч стал первым врачом, приглашённым стать профессором в формирующийся госпиталь Джонса Хопкинса в Балтиморе. К 1886 году он обучил 16 аспирантов в своей лаборатории — это была первая учебная программа последипломного врачебного образования в стране. Уэлч стал главой кафедры патологий, после открытия госпиталя в 1889 году, а в 1893 году стал первым деканом школы медицины Джонса Хопкинса. Научные интересы Уильяма Генри были сконцентрированы в области бактериологии. Он открыл бактерию, вызывающую газовую гангрену (Clostridium perfringens, первоначально Clostridium welchii).
Уэлч умер 30 апреля 1934 года от аденокарциномы простаты в госпитале Джонса Хопкинса.